# José Miguel Gómez y Gómez
José Miguel Gómez y Gómez o José Miguel Gómez y Arias (Sancti Spíritus (Cuba), 6 de juliol, 1858 - Nova York (Estats Units), 13 de juny, 1921) va ser un polític i revolucionari cubà, un dels líders de les forces rebels a la Guerra de la independència de Cuba. Més tard va exercir com a president de Cuba de 1909 a 1913. Normalment se l'anomenava amb un cognom, José Miguel Gómez, o també pel malnom Tiburón
Pertanyent a una antiga i rica família, tot just acabat el batxillerat el 1875, es va sumar a la revolució que s'havia iniciat el 1868, i romangué a les files d'aquesta fins a l'anomenat Conveni de Zanjón (1878), per tornar al camp insurrecte el següent any. Després, per llargs anys, es va dedicar a l'administració de les seves finques, fins que en esclatar la guerra de 1895 ho va abandonar tot per posar-se a les ordres dels caps insurrectes, amb distinció pel seu valor i perícia en nombrosos fets d'armes, especialment a la presa de Jíbaro i Arroyo Blanco. General de brigada en 1896, va ascendir a general de divisió en 1897 i a major general en 1898, grau que tenia en signar-se la pau.
Després va formar part de la comissió que, presidida per Calixto García Iñiguez, visità a Washington per tractar del desarmament de l'exèrcit cubà. Va ser governador de Las Villas el 1899 i 1901 i, designat candidat per a la presidència de la república el 1905, els tristos successos que van motivar la intervenció nord-americana van impedir que fos elegit aleshores. Ho seria el 1908 i, acabat el mandat, es va negar a la reelecció i marxà a Europa en deixar la presidència. De tornada a Cuba el 1916, el partit liberal, al qual sempre va pertànyer, el va tornar a presentar per a la magistratura del país, i quan semblava assegurat el triomf de Gómez, va resultar alterat el resultat de les eleccions, cosa que va produir viu descontent entre els liberals que per fi es van aixecar en armes a la província del Camagüey. Vençuts els revolucionaris pel Govern i fet presoner el general Gómez, va quedar acabat aquell moviment. Una escissió del partit liberal el 1920, li va treure de nou el triomf a Gómez, que desenganyat i malalt, va anar a morir lluny de la seva pàtria.

## Anàlisi del seu Govern
El seu pas per la presidència de la República va donar un gran impuls al foment d'obres públiques; va pavimentar els carrers de l'Havana; va construir i reparar molts quilòmetres de carreteres; va mantenir bones relacions amb el Congrés, que va fer una tasca fructífera; va prestar atenció viva a l'ensenyament públic, apujant el nombre d'escoles i proveint-les d'estris d'ensenyament; atengué la sanitat i la beneficència; va ampliar la representació diplomàtica de Cuba a l'Amèrica espanyola on va enviar, com a ministres i secretaris, homes representatius de la mentalitat i cultura cubanes; respectà la Constitució i va saber, amb mà forta, aturar el foment d'odis racials i de desgavellada revolució que van desencadenar a Orient, al maig de 1912, dues significades personalitats de color. Fou de cor senzill; modest en tots els actes; discret com quadrava el seu alt ministeri; no posseïa gran cabal de lletres, però era d'enginy viu i de rapidíssima assimilació amb què suplia la falta de ciència llibresca.